# 联合国维和部队儿童性虐待丑闻
联合国维和部队儿童性虐待丑闻，指联合国维和部队士兵在驻外维和行动中被揭露的强奸、虐待未成年及利用金钱，物资等诱使未成年人提供性服务的丑闻。

## 披露
2014年联合国发布一份内部调查报告，有受害人指认乍得和赤道几内亚派驻中非共和国的维和士兵性侵一些8岁至13岁的男童。报告同时说，法国派驻中非共和国的维和士兵涉嫌用食品强迫一些儿童为他们提供性服务。
2015年6月23日 联合国秘书长发言人斯特凡纳·迪雅里克称驻中非共和国维持和平部队中的一支部队涉嫌性侵犯当地儿童。
2015年6月19日，联合国中非共和国多层面综合稳定团收到的举报称，两名未满16岁的女童在中非共和国首都班吉遭维和人员性侵。
2016年1月29日，联合国人权事务高级专员办公室在瑞士日内瓦发表公布多起，涉及多名欧洲维和军人涉嫌性侵中非共和国未成年男女的案件，包括，2014年法国维和军人多次以“一瓶瓶装水和一小袋饼干”为交易条件要求一名七岁女孩提供性服务的案件。
2016年1月29日，联合国助理秘书长安东尼·班贝利披露，在2014年1月到2015年12月期间，10名联合国维和部队士兵涉嫌在中非共和国对12名未成年人进行性侵，其中还包括1名男童。维和士兵有时也用金钱等引诱当地的未成年人与他们发生性关系。
美联社报道披露2004年至2007年至少134名斯里兰卡维和部队士兵在海地参与了对未成年人进行了性剥削，报道发出后这些士兵都被遣送回国，但无人受到处罚。